# Menna Shalabi
Menna Shalabi (em  árabe: منة شلبي‎; Cairo, 22 de julho de 1982) é uma atriz egípcia. Ela se tornou a primeira atriz do Egito indicada a um Emmy Award por seu papel na série policial Every Week has a Friday.

## Biografia
Menna Shalabi nasceu em Gizé em 22 de julho de 1982. Sua mãe é a atriz Zizi Mostafa, seu pai é o empresário Hisham Shalaby. Sua tia é a jornalista Bossi Shalaby. A carreira de Menna como atriz começou em 2000, onde ela contracenou com Mahmoud Abdel Aziz no filme The Magician, dirigido por Radwan Al-Kashef em 2001. Em seguida, conseguiu um papel importante na série Where is My Heart, onde interpretou a personagem de Toha, filha de Hassan Hosni e Khairiya Ahmed. 

## Controvérsias
Em 25 de novembro de 2022, Menna Shalabi foi presa no Aeroporto Internacional do Cairo por posse de substâncias ilícitas, incluindo maconha, após retornar da cidade de Nova York. No entanto, foi libertada logo após pagamento de fiança. Em janeiro de 2023, ela foi sentenciada a um ano de prisão.

## Prêmios e indicações
| Ano  | Prêmio                                    | Categoria                          | Trabalho                | Resultado | Ref   |
| ---- | ----------------------------------------- | ---------------------------------- | ----------------------- | --------- | ----- |
| 2019 | Festival Internacional de Cinema do Cairo | Prêmio de Carreira                 |                         | Venceu    |       |
| 2021 | Emmy Internacional 2021                   | Emmy Internacional de melhor atriz | Every Week has a Friday | Indicado  | [ 6 ] |